# Hemiprotaetia
Hemiprotaetia is een geslacht van kevers uit de familie bladsprietkevers (Scarabaeidae). Het geslacht werd voor het eerst wetenschappelijk beschreven in 1963 door René Mikšič.

## Soorten
- Hemiprotaetia boudanti Arnaud, 1992
- Hemiprotaetia dubia (Wallace, 1867)
- Hemiprotaetia isarogensis (Moser, 1917)